# Myotis clydejonesi
Myotis clydejonesi — вид рукокрилих ссавців з родини лиликових.

## Таксономічна примітка
Таксон нещодавно описаний.

## Морфологічна характеристика
Невеликий кажан, довжина голови і тіла 50 мм, довжина передпліччя 34.9 мм, довжина хвоста 38 мм, довжина стопи 6 мм, довжина вуха 11 мм і вага до 4.3 г. Хутро довге і шовковисте. Спинні частини повністю чорнуваті, а черевні – чорнуваті з червоно-жовтим кінчиком. Перетинки коричневі. Уропатагіо прикріплюється ззаду до основи пальців ніг. Спинна поверхня колін і гомілки позбавлені волосяного покриву.

## Поширення
Країни проживання: Суринам.